# Partei der Narodnik-Kommunisten
Die Partei der Narodnik-Kommunisten (russisch Партия народников-коммунистов) war eine politische Partei in Sowjetrussland. Die Partei wurde von einer Sektion linker sozialistischer Revolutionäre gebildet, die mit den Bolschewiki der Kommunistischen Partei Russlands (Bolschewiki) zusammenarbeiten wollten. Snamja Trudowoi Kommuny („Banner der Arbeitskommune“) war das zentrale Organ der Partei.
Die Bildung der Partei der Narodnik-Kommunisten sowie der Partei des revolutionären Kommunismus, einer weiteren Dissidentengruppe der Linken Sozialrevolutionäre, erfolgte nach der provokativen Ermordung des deutschen Botschafters durch die Linke Sozialistische Revolutionäre und deren Aufstand am 6. und 7. Juli 1918. Die Partei der Narodnik-Kommunisten verurteilte die antisowjetischen Aktionen der linken sozialistischen Revolutionäre und bildete auf einer Konferenz im September 1918 eine eigene Partei. Im November 1918 beschloss der Parteitag der Partei der Narodnik-Kommunisten, sich aufzulösen und mit der KPR (B) zu fusionieren.

## Nachweise
1. ↑  Lenin: Conference of regimental delegates of the Pertrograd garrison, 1917 (englisch)
2. ↑  Lenin: Brief an Jan Bersin vom 15. Oktober 1918 (englisch)
3. ↑  Lenin: The proletarian revolution and the renegade Kautsky (englisch)